# Clas Sparre
Clas Eric Sparre af Söfdeborg, född 5 juni 1898 i Borgå, död 6 november 1948 i Oscars församling Stockholm, var en svensk greve, ingenjör och flygare. 
Han var son till konstnärerna Louis Sparre och Eva Mannerheim samt 1927–1946 gift med Theodor Adelswärds dotter Anna Sparre och 1948 med Eva Rythén.
Sparre var född och uppvuxen i sin mors hemland Finland och deltog 1918 som frivillig stridsflygare i Finska inbördeskriget på den vita sidan. Han blev chef för Centrala Flygverkstaden (CFV) i Västerås 1933 och befordrades till flygdirektör av andra graden 1937. Åren 1937–1943 var han överingenjör och direktörsassistent vid Svenska Aeroplan AB med tjänstgöring som chef för dess verkstäder i Trollhättan. Därefter återvände han till flygvapnet och till den nyinrättade tjänsten som flygöverdirektör.